# 寺田町プレイス1
寺田町プレイス1（てらだちょうプレイスワン）は大阪府大阪市天王寺区寺田町にある集合住宅。グッドデザイン賞受賞。

## 沿革・概要
「15分生活圏の小さなコモンズ」を再生し、人と街を繋ぐスペースをプレイスに変えていくプロセスを所内外の様々な専門家とコラボレーションしながらデザインされた。高層マンションが建ち並ぶ、駅から徒歩圏内にある。歩道レベルにはウッドデッキ、バルコニーの軒天には木を仕上げとして使用する。入口のエレベーターホールの広さに余裕を持たせ、その一部を吹き抜けとして最上部まで設け、全住戸が角部屋となり、採光・通風を確保する。大阪産材や風倒木、製材端材の積極的に採用している。

## 建築概要
- 階数：地上6階
- 敷地面積：325.67 m2
- 建築面積：239.91 m2
- 敷地面積：1,046.95 m2
- プロデュース：地域計画建築研究所[2]

## 受賞
- 2022年 グッドデザイン賞受賞[2]

## 近隣施設
- 興國高等学校
- 大阪市立聖和小学校
- 河堀稲生神社
- 大阪聖愛教会

## アクセス
- JR西日本大阪環状線寺田町駅より徒歩4分